# Seidensifaka
Der Seidensifaka (Propithecus candidus) ist eine Primatenart aus der Familie der Indriartigen innerhalb der Lemuren. Ehemals galt er als Unterart des Diademsifakas.

## Merkmale

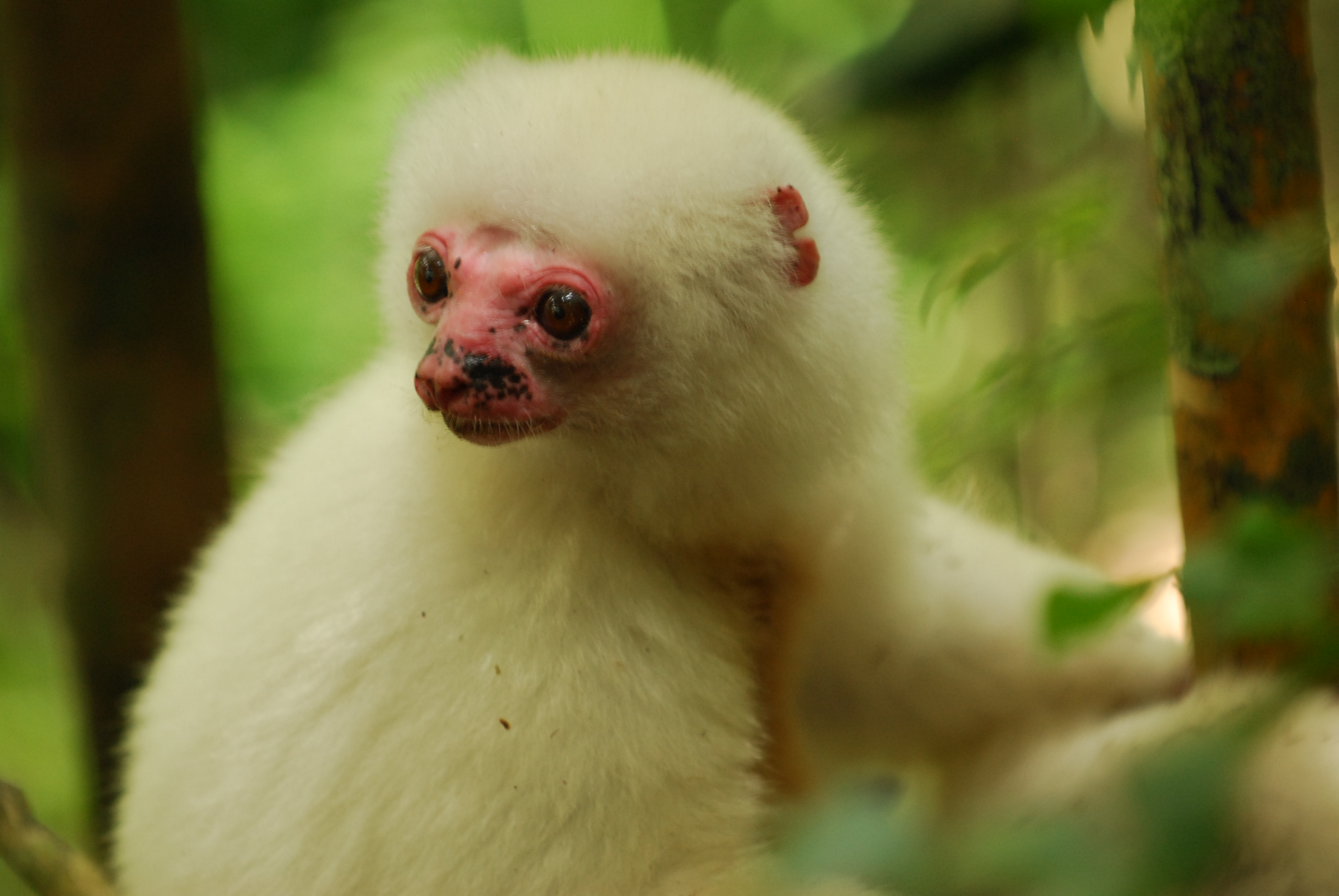
Einige Seidensifakas sind durch ein rosafarbenes Gesicht gekennzeichnet.

Seidensifakas erreichen eine Kopfrumpflänge von 48 bis 54 Zentimetern, hinzu kommt ein 45 bis 51 Zentimeter langer Schwanz. Ihr Gewicht beträgt 5 bis 6,5 Kilogramm, sie zählen damit zu den größeren Sifakaarten. Ihr Fell ist lang und seidig, es ist meist durchgehend weiß gefärbt, kann aber am Kopf, am Rücken und an den Gliedmaßen ins Silbergraue übergehen. Ausgewachsene Männchen haben oft einen auffälligen braunen Brustfleck, dieser ist durch die Absonderungen der Brustdrüse bedingt und in der Paarungszeit besonders deutlich sichtbar. Das Gesicht ist unbehaart und meist dunkelgrau bis schwarz gefärbt. Bei einigen Tieren (etwa im Marojely-Nationalpark) fehlen die Hautpigmente ganz oder teilweise, diese Tiere haben ein rosafarbenes oder rosa-schwarz geflecktes Gesicht.

## Verbreitung und Lebensraum

Verbreitungsgebiet des Seidensifaka

Wie alle Lemuren leben Seidensifakas nur auf Madagaskar. Ihr Verbreitungsgebiet ist eine kleine Region im Nordosten der Insel, es erstreckt sich zwischen dem Marojely-Nationalpark im Norden und dem Fluss Antainambalana im Süden. Sie bewohnen hügelige oder gebirgige Regenwälder und sind meist zwischen 700 und 1600 Meter Seehöhe anzutreffen.

## Lebensweise und Ernährung
Seidensifakas sind tagaktiv. Ihre Aktivität beginnt bei der Morgendämmerung, bei schlechtem Wetter auch später. Sie halten sich meist auf den Bäumen auf, wo sie sich senkrecht kletternd und springend fortbewegen. Sie leben in Gruppen von zwei bis neun Tieren. Kleinere Gruppen setzen sich aus einem Paar und dem gemeinsamen Nachwuchs zusammen, größere Gruppen bestehen neben den Jungtieren aus mehreren ausgewachsenen Männchen und Weibchen. Innerhalb der Gruppe sind die Weibchen dominant, sie bestimmen die Tagesstreifzüge, deren durchschnittliche Länge rund 700 Meter beträgt. Es sind territoriale Tiere, die Reviere umfassen bis zu 44 Hektar. Das Revier wird mit Drüsensekreten markiert, die Weibchen haben dazu Analdrüsen, die Männchen zusätzlich Brustdrüsen.
Neben Gerüchen kommunizieren sie auch mit mehreren Lauten. Eine Folge von zzuss-Lauten dient dazu, bei Störungen den Kontakt mit den Gruppenmitgliedern herzustellen, daneben kennen sie auch einen eigenen Laut zur Warnung vor fliegenden Greifvögeln.
Die Nahrung dieser Primaten besteht vorwiegend aus Blättern (75 %), in geringem Ausmaß fressen sie auch Früchte, Samen und Blüten. Wie viele andere blätterfressende Säugetiere kompensieren sie den niedrigen Nährwert ihrer Nahrung mit langen Ruhepausen, so werden 45 % des Tages rastend verbracht.

## Fortpflanzung

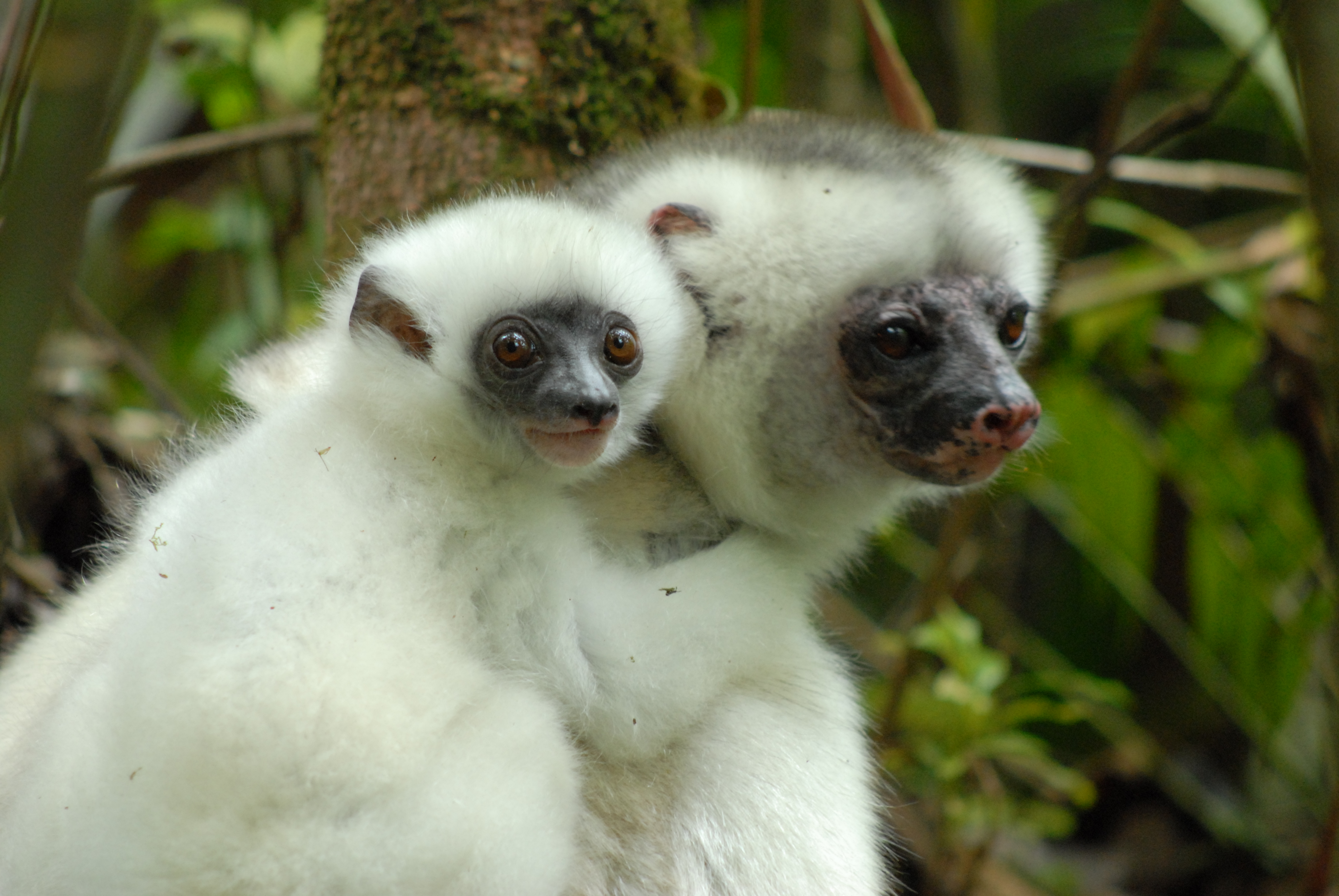
Seidensifaka mit Jungtier

Im Juni oder Juli bringt das Weibchen meist ein einzelnes Jungtier zur Welt. Dieses klammert sich zunächst an ihren Bauch und reitet später auf ihrem Rücken. Alle anderen Gruppenmitglieder kümmern sich ebenfalls um den Nachwuchs, spielen mit ihm und tragen es. Weibchen säugen auch häufig andere Jungtiere – manchmal sogar gleichzeitig mit ihrem eigenen.

## Gefährdung
Seidensifakas zählen zu den bedrohtesten Primatenarten. Ihr Verbreitungsgebiet umfasst nur rund 2250 km² und ist überdies stark zersplittert. Neben der Zerstörung ihres Lebensraums stellt auch die Bejagung eine Bedrohung dar. Die IUCN schätzt die Gesamtpopulation auf weniger als 250 ausgewachsene Tiere, wobei keine Einzelpopulation mehr als 50 ausgewachsene Tiere umfasst. Die Art wird darum als „vom Aussterben bedroht“ (critically endangered) gelistet.

## Trivia
Im 6. Teil der Artemis-Fowl-Reihe, Das Zeitparadox, spielt der Seidensifaka eine zentrale Rolle. Nur er kann Artemis’ Mutter das Leben retten. Jedoch macht sein Gefährdungsstatus große Probleme...